# História transgênero
A história transgênero, no sentido mais amplo, inclui exemplos de variação e não conformidade de gênero, em culturas de todo o mundo, desde os tempos mais remotos. Como essa história é anterior ao surgimento do termo  "transgênero", as opiniões sobre como categorizar essas pessoas e identidades podem variar. É uma história que também começa antes do uso de "gênero", em meados do século XX, na psicologia americana e todo o aparato conceitual associado, incluindo as noções de " identidade de gênero " e "papel do gênero".
Textos sumérios e acádios, de 4500 anos atrás, documentam sacerdotes transgêneros ou travestis, conhecidos como gala. Da mesma forma,  prováveis representações artísticas ocorrem, na região do Mediterrâneo, de 9.000 até 3.700 anos atrás. Na Grécia Antiga, na Frígia e em Roma, havia sacerdotes  conhecidos como  galli, que alguns estudiosos acreditam ter sido mulheres trans. Foram encontrados registros de mulheres que se passaram por homens para votar, lutar ou estudar durante os tempos em que tais feitos eram proibidos para as mulheres. 
O imperador romano Heliogábalo (falecido em 222), que preferia ser chamado de senhora, e não de senhor, procurou uma cirurgia de redesignação de sexo e foi considerado como uma das primeiras figuras trans da história.
Hijras, no subcontinente indiano, e kathoeys, na Tailândia, formaram comunidades sociais e espirituais do terceiro gênero transfemininas, desde os tempos antigos, e sua presença está documentada em textos milenares, que também mencionam figuras masculinas trans. A iconografia religiosa dessas culturas inclui representações de figuras andróginas, com corpos dotados de um lado masculino e um lado feminino, como Ardhanarishvara. Hoje, pelo menos meio milhão de hijras vivem na Índia e outro meio milhão em Bangladesh, sendo legalmente reconhecidas como o terceiro gênero, e muitas pessoas trans são aceitas na Tailândia. Atualmente, na Arábia, os khaniths, tal como os primeiros mukhannathun,  cumprem o papel de um terceiro gênero, atestado desde os anos 600.
Na África, muitas sociedades têm papéis tradicionais para mulheres e homens trans, alguns dos quais sobreviveram na era moderna, ainda que em meio a grande hostilidade. 
Nas Américas, anteriormente à colonização europeia, assim como nos dias atuais, em algumas culturas de povos nativos dos Estados Unidos, existem papéis sociais e cerimoniais reservados a pessoas do terceiro gênero, ou aqueles cuja expressão de gênero se transforma, como os navajo nádleehi ou os zuni lhamana .
Na Idade Média, relatos em toda a Europa se referem a homens trans. O poema de lamento do rabino Calônimo ben Calônimo por ter nascido homem em vez de mulher faz referência ao desejo de ter genital diferente à com que nasceu, e é tido por alguns como sendo um dos primeiros relatos de disforia de gênero.
Eleanor Rykener, uma britânica que nasceu em um corpo masculino e que foi presa em 1394, enquanto fazia trabalhos sexuais como mulher, foi considerada como uma mulher trans. 
No Japão, os relatos de pessoas trans remontam ao período Edo. Na Indonésia, existem milhões de warias trans/terceiro gênero, e os bugis de Sulawesi reconhecem cinco gêneros. Na Oceania, papéis de trans/terceiro gênero como akava'ine, fa'afafine e fakaleiti existem entre os maoris, samoanos e tonganeses da Ilha Cook.
Nos Bálcãs, desde 1400, mulheres que passaram a viver como homens, eram chamadas de virgens juramentadas.
Na América colonial, nos anos 1600, Thomas(ine) Hall adotou roupas e papéis tanto de homem quanto de mulher, enquanto, em 1776, surgiu a figura religiosa denominada Amigo Público Universal. No período de 1800, algumas pessoas usaram o serviço militar para começar uma nova vida, como homens, a exemplo de Albert Cashier, James Barry, Joseph Lobdell .  Mulheres trans, como Frances Thompson, também fizeram a transição. Em 1895, a autobiógrafa trans Jennie June e outras pessoas organizaram o Cercle Hermaphroditos; nos anos 1900, o músico Billy Tipton viveu como um homem, enquanto Lucy Hicks Anderson foi apoiada por seus pais e por sua comunidade, ao se identificar como mulher. Karl M. Baer (1906), Alan L. Hart (1917) e Michael Dillon (1946) fizeram cirurgias precoces de redesignação de sexo, de mulher para homem, enquanto que, em 1930 e 1931, Dora Richter e Lili Elbe estiveram entre as primeiras a fazer cirurgias de redesignação feminina, incluindo (para Elba)  transplante de  ovariano e útero. Baer, Richter e Elba foram ajudados por Magnus Hirschfeld, cujo trabalho pioneiro no Institut für Sexualwissenschaft para a medicina e os direitos trans foi destruído pelos nazistas em 1933.
Em 1952, a trans americana Christine Jorgensen trouxe uma ampla conscientização sobre a cirurgia de redesignação de sexo, ao fazer sua transição pública. A luta pelos direitos trans tornou-se mais publicamente visível quando pessoas trans e gays entraram em confronto com a polícia, no Cooper Donuts Riot (1959), no Compton's Cafeteria Riot (1966) e nos vários dias dos Stonewall Riots (1969). Na década de 1970, Lou Sullivan deu início ao que se tornou a FTM International, enquanto algumas feministas começaram a disputar a exclusão ou inclusão de mulheres trans. 
No Irã, o governo começou a financiar parcialmente a cirurgia de redesignação de sexo e agora realiza mais cirurgias do que qualquer outro país, exceto a Tailândia. Na Indonésia, existem milhões de waria trans / do terceiro gênero, e os bugis, de Sulawesi, reconhecem cinco gêneros. 
Na Oceania, papéis trans e de terceiro gênero, como akava'ine, fa'afafine e fakaleiti, existem entre os maoris, samoanos e tonganeses da Ilha Cook. Nas décadas de 1990 e 2000, foi introduzido o Dia Internacional da Memória Transgênero, e as marchas trans, durante a época do Orgulho LGBTQIA+, tornaram-se  mais comuns. Pessoas trans como Georgina Beyer (Nova Zelândia), Shabnam Mausi (Índia), Tomoya Hosoda (Japão) e Danica Roem (EUA) foram eleitas para cargos públicos. Ações legislativas e judiciais começaram a reconhecer os direitos das pessoas trans em alguns países (especialmente no Ocidente, na Índia e no sul da África). Ao mesmo tempo, outros países (especialmente no resto do continente africano, na Ásia Central e na Arábia) são hostis e restringem os direitos das pessoas trans.

## África

### Egito Antigo
O Egito Antigo tinha categorias de terceiro gênero, inclusive para eunucos.  No Conto dos Dois Irmãos (de 3200 anos atrás), Bata tira o pênis e diz à sua esposa: "Sou uma mulher igual a você"; um estudioso moderno o chamou temporariamente (antes de seu corpo ser restaurado) de " transgênero ". Mut, Sekhmet e outras deusas são às vezes representadas de forma andrógina, com pênis eretos, e Anat usa tanto roupas masculinas  como femininas.

### África do Norte
Pessoas trans enfrentam estigma e não podem mudar os marcadores de gênero ou ter acesso a terapia hormonal ou cirurgia de redesignação sexual no Marrocos. Mas, em 2018, algumas pessoas fundaram um grupo para se opor à discriminação. Na Argélia, a maioria das pessoas trans vive nas sombras ou busca refúgio na França; em 2014, a primeira revista LGBT do país, El Shad, foi lançada. Na Tunísia, pessoas trans foram presas, encarceradas e torturadas; alguns procuram asilo na Grécia. Atualmente, o Egito também é hostil às pessoas transgênero, que estão sujeitas a prisão.
Os povos Nuba, do Sudão (incluindo os Otoro Nuba, Nyima, Tira, Krongo e Mesakin), têm papéis tradicionais para pessoas designadas por homens que se vestem e vivem como mulheres e podem se casar com homens, que são vistos como papéis transgêneros. No entanto, pessoas trans enfrentam discriminação no estado sudanês moderno e o cross-dressing é considerado ilegal no pais.
Para a história da África Romana e Bizantina, veja § Roma e Bizâncio ; para a África otomana, consulte § Império Otomano .

### África Ocidental
No período moderno, os ibos, como muitos outros povos, tinham papéis de gênero e transgêneros,  inclusive para pessoas designadas biologicamente como mulheres, que assumiam o status de homem e se casavam com mulheres - uma prática que também existe entre o Fons do Benim (antigo Reino do Daomé) e que foi considerada tanto transgénero quanto homossexual. O antropólogo John McCall documentou uma Oafia Ibo designada como mulher, chamada Nne Uko Uma Awa, que se vestia e se comportava como um menino desde a infância. Ela juntou-se a grupos de homens e foi marido de duas esposas. Em 1991, Awa declarou "pela criação, era para eu ser um homem. Mas, por acaso, ao vir a este mundo, vim no corpo de mulher. É por isso que me vesti [de homem]. " No entanto as pessoas trans na Nigéria enfrentam assédio e violência.
Atualmente na Gana, as pessoas trans enfrentam violência e discriminação no acesso à saúde, trabalho, educação e moradia, assim como em vários outros estados da África Ocidental, como a Gâmbia .
Pessoas trans enfrentam abusos da sociedade, governo, mídia e médicos no Senegal, e são assediadas (inclusive pela polícia) em Serra Leoa, mas construíram alguns espaços comunitários alternativos. A transfobia é galopante no Mali moderno e mulheres trans são freqüentemente espancadas nas ruas. Na Libéria, as minorias sexuais há muito fazem parte da sociedade e fundaram a Rede Transgênero da Libéria em 2014. A rede realiza um concurso anual e comemora o Dia Trans em Memória, mas também ainda sofrem assédio.  Eles se beneficiaram da ajuda dos Estados Unidos da América durante o governo Obama e foram prejudicados pelos cortes do governo Trump e pelos Lliberianos que acreditam, erroneamente, que a condição trans foi introduzida no país pelo Ocidente.
Na Costa do Marfim, as mulheres trans (especialmente as trabalhadoras do sexo) enfrentam assédio e violência, especialmente a partir das eleições de 2011. Desde 2009, há um desfile anual de travestis, mas ele se concentra mais em homens gays do que em mulheres trans ou travestis . No Benin moderno, uma mulher trans foi apoiada por sua mãe e pelos franceses na organização de outros trans beninenses, mas foi abusada por outros parentes, ameaçada pela polícia e forçada a fugir para o exterior. Em Cabo Verde, a ativista Tchinda Andrade se assumiu em 1998, tornando-se tão conhecida que as pessoas trans são chamadas localmente de tchindas ; em 2015, o documentário Tchindas acompanhou sua preparação para o carnaval anual. As pessoas trans ainda enfrentam intolerância, mas São Vicente, em Cabo Verde, é hoje um dos lugares mais tolerantes de África, o que os locais atribuem ao seu pequeno tamanho exigindo que as pessoas trabalhem em conjunto.

### África Central
No Camarões, as pessoas trans enfrentam violência e discriminação no acesso à saúde, trabalho, educação e moradia, e mulheres trans são atacadas e presas. Pessoas trans na República Democrática do Congo ainda hoje enfrentam assédio. Pessoas trans e gays em Ruanda vivem mais abertamente e enfrentam menos violência do que nos estados vizinhos, mas enfrentam algum estigma. Em Angola, na década de 2010, a cantora trans Titica enfrentou inicialmente a violência, mas tornou-se popular, especialmente entre os jovens angolanos.

### África Oriental
Entre os povos de língua suaíli, do Quênia,  homens designados como mashoga podem assumir nomes femininos, casar-se com homens e fazer tarefas domésticas femininas (enquanto os mabasha se casam com mulheres). Entre alguns outros povos quenianos, os sacerdotes (chamados mugawe entre os Meru e Kikuyu ) se vestem e arrumam seus cabelos como mulheres e podem se casar com homens,tendo sido comparados a mulheres trans.
Entre o Nueres, do Sudão do Sul e Etiópia, mulheres que não tiveram filhos podem adotar uma condição de homem, casar-se com mulheres e ser consideradas como pais dos filhos  dessas mulheres (uma prática que tem sido considerada como transgênero ou homossexual). Os Nueres também têm um papel feminino para homens.
Da mesma forma, na tradição do povo Maale, da Etiópia, existe o ashtime - homens que assumem papéis femininos. Historicamente,  eles serviam como parceiros sexuais do rei, nos dias em que este era ritualmente proibido de fazer sexo com mulheres. Na década de 1970, porém, isso passou a ser visto como anormal. O povo Amhara, também da Etiópia, estigmatiza pessoas designadas como homens e que adotam roupas femininas.
Atualmente, em Uganda, a transfobia e a homofobia estão aumentando, desde que foram introduzidas pelos cristãos britânicos, nos anos 1800 e 1900. Nos anos 2000, foram alimentadas sobretudo pelos conservadores evangélicos dos Estados Unidos. Pessoas trans são frequentemente expulsas por suas famílias e têm seu trabalho negado, e enfrentam discriminação no acesso à saúde, embora os homens trans estejam tentando desafiar essa transfobia e papéis sexistas de gênero. Tradicionalmente, os povos de Uganda aceitavam amplamente as pessoas trans e gays; o povo Lango aceitava mulheres trans - pessoas designadas enquanto homens chamadas jo apele ou jo aboich eram acreditadas terem sido transformadas na sua concepção em mulheres pela divindade andrógina Jok, e adotaram nomes femininos, roupas e decorações faciais, deixavam seus cabelos crescerem, simulavam menstruação e podiam se casar com homens - assim como os Karamojong e Teso,  e os lubaras que desempenhava papéis tanto para mulheres trans (oculê) quanto para homens trans (agulê).
Em Madagascar, o Departamento de Estado dos EUA relatou em 2011 que "orientação sexual e identidade de gênero não foram amplamente discutidas" e as atitudes variaram "da aceitação tácita à rejeição violenta, particularmente de trabalhadoras do sexo transgênero". No início dos anos 2000, Balou Chabart Rasoana se tornou uma das primeiras mulheres a se assumir publicamente trans e enfrentou discriminação, mas foi apoiada por sua mãe e, com o tempo, por sua vizinhança. Grande parte da comunidade LGBT permanece clandestina.

### África Meridional

#### Terceiros gêneros Bantu tradicionais
Vários povos Bantu da África Meridional, incluindo os Zulu, Basotho, Mpondo e os Tsonga, tinham uma tradição de jovens homens ( inkotshane em Zulu, boukonchana em Sesotho, tinkonkana em Mpondo e nkhonsthana em Tsonga; chamados de "garotos-esposas" em inglês) que se casavam ou faziam sexo intercrural ou anal com homens mais velhos e às vezes se vestiam de mulher, usavam próteses mamárias, não deixavam crescer a barba e faziam trabalhos femininos. Essas relações se tornaram comuns entre os mineiros e continuaram na década de 1950 e, embora muitas vezes interpretadas como homossexuais, as esposas de meninos às vezes são vistas como transexuais.

#### Botswana
Em 2017, julgando dois casos, o Tribunal Superior do Botswana decidiu que homens e mulheres trans têm o direito de ter sua identidade de gênero reconhecida pelo governo e de mudar os marcadores de gênero. O tribunal disse que a recusa do registrador em mudar um marcador não era razoável e violava os "direitos da pessoa à dignidade, privacidade, liberdade de expressão, proteção igual à lei, liberdade contra discriminação e liberdade contra tratamento desumano e degradante".

#### África do Sul
Entre os anos 1960 e 1980, as Forças de Defesa da África do Sul forçaram alguns soldados gays e lésbicas brancos a fazer uma cirurgia de redesignação de sexo .
Desde março de 2004, as pessoas trans e intersex têm permissão para mudar seu sexo legalmente após tratamento médico, como terapia de reposição hormonal . Várias decisões da Justiça do Trabalho foram a favor de funcionários que foram maltratados por seus empregadores após fazerem transição de sexo.